# Arthur De Greef
Arthur De Greef, (Lovaina (Brabant Flamenc), 10 d'octubre, 1862 - Brussel·les, 29 d'agost, 1940), va ser un pianista, compositor, professor i director d'orquestra belga.

## Biografia
Arthur De Greef era el fill gran de Frédéric Jacques Prosper De Greef, un comerciant de cuir amant de la música, i de Marie Madeleine Angéline Devroij (Devroy), que tocava el piano i cantava. El seu germà gran, Jules, nascut el 13 de maig de 1857, va aprendre el violí i, convertit en home de negocis, es va mantenir com a músic aficionat. Parlant nadiu flamenc, l'Arthur parlava francès, però també anglès i alemany.
Va estudiar piano amb Émile Mathieu a l'acadèmia de música de Lovaina on va obtenir el seu premi als 11 anys. A partir de 1873, mentre es trobava a Lovaina amb els seus pares, va estudiar piano al Conservatori reial de Brussel·les amb Louis Brassin, deixeble d'Ignaz Moscheles, i es va relacionar amb un altre estudiant, el català Isaac Albéniz. Va completar els seus estudis seguint els ensenyaments de Joseph Dupont (harmonia), François-Auguste Gevaert (composició) i Fernand Kufferath (contrapunt). El 1879 va obtenir el seu primer premi de piano als disset anys, any que ja el va distingir com a compositor, ja que la seva òpera en un acte De Marketenster es va representar a l'escenari del teatre de Lovaina els dies 22 i 23 de gener. El 1881, després d'haver esdevingut instructor de l'harmonia de Joseph Dupont i les classes de piano de Juliusz Zarebski (després de la marxa de Brassin), Arthur va anar a Weimar per completar els seus coneixements amb Franz Liszt.
Arthur De Greef es va convertir en un solista sol·licitat, però també en un popular acompanyant i músic de cambra. Va ser nomenat professor al Conservatori Reial de Brussel·les el 1885, després professor dos anys més tard, a càrrec de la classe de “joves”. Durant una gira per Noruega el novembre de 1888, va aprofitar l'ocasió per conèixer Edvard Grieg, la música del qual havia apreciat durant diversos anys, sobretot interpretant el Concert per a piano en la menor opus 16 el 1885. Els dos homes es van fer amics i mantindran una correspondència, fins que la mort els separa, l'any 1907. Grieg considera ràpidament a De Greef com l'artista que millor entén la seva música, escrivint a Alexander Bull l'1 de gener de 1889 que és «el millor intèrpret de les meves composicions». El 30 de novembre de 1889, Grieg i De Greef van actuar junts en concert a Brussel·les a les danses noruegues. El 8 de desembre següent, De Greef va dirigir l'orquestra "Concerts Populaires a La Monnaie" per acompanyar a Grieg, que era el solista del seu propi concert per a piano.
El 16 d'agost de 1890, Arthur De Greef es va casar a South Norwood (Surrey, al gran Londres) amb una de les seves alumnes particulars: (Elisa) Émilie Boichot, filla del polític francès Jean-Baptiste Boichot, nascuda a Ixelles el 2 d'abril de 1865 i morí el 23 de gener de 1956 a la mateixa població. El casament té lloc a Anglaterra perquè la mare de la núvia és l'anglesa Mary Hulbert. La parella, que es va instal·lar a Brussel·les, va tenir dues filles, Cécile (1891-1914), sobrenomenada Lolette, i Frédérique (1893-1987), anomenada Lily. A l'inici del matrimoni, Émilie toca amb Arthur a dos pianos, fent-se càrrec de la part orquestral reduïda, per ajudar el seu marit a preparar un concert.
El 1893, Arthur De Greef va acompanyar el seu amic i col·lega Eugène Ysaÿe a la Sonata per a piano i violí de César Franck el 7 de maig al Conservatori Reial de Brussel·les. Uns mesos més tard, el 17 d'agost, va dirigir la creació de la seva Fantasia sobre velles cançons flamenques per a piano i orquestra al Kursaal d'Ostende, amb el seu alumne José Sevenants com a solista.
Camille Saint-Saëns era un dels admiradors de De Greef. Considerava que el belga és l'intèrpret de somni del seu 2n Concert per a piano en sol menor i li agradava tocar el repertori per a dos pianos amb ell en concert. Li va dedicar el primer dels seus 6 Études opus 111 (Terços Majors i Menors).
Raoul Pugno també era company de De Greef en el repertori per a dos pianos. Els dos homes es van reunir entre d'altres l'11 de desembre de 1898 a Brussel·les, amb l'orquestra "Concerts Ysaÿe" dirigida per Ysaÿe, en el Concert per a piano núm. 10 en mi bemoll major de Mozart i el Concert per a dos pianos en do menor, BWV 1060 de Bach. Aquell mateix any, Grieg va dedicar l'edició del seu Symphonische Tänze opus 64 a De Greef.
El 7 d'octubre de 1900, De Greef va ser un dels músics escollits, juntament amb Ysaÿe i Ernest Van Dyck, per actuar durant les festes organitzades pel casament del príncep Albert I amb Elisabet.
El 6 de novembre de 1904, De Greef va tocar als "Concerts Ysaÿe" una altra composició de la qual va ser el dedicat, el Concert per a piano en mi bemoll major de Théo Ysaÿe.
L'amic Grieg va morir el 4 de setembre de 1907, mentre que l'abril anterior, a Munic, De Greef i aquest darrer van interpretar junts el Concert per darrera vegada.
El 1914, Arthur De Greef es preparava per pujar a l'escenari de Tolosa de Llenguadoc quan es va assabentar del suïcidi de Cécile en un hotel de Brussel·les; enfonsat, va tornar a Bèlgica per enterrar la seva filla al cementiri d'Ixelles. Després va tornar a Anglaterra, inicialment per descansar, i hi va romandre fins a la fi del conflicte mundial. Durant el seu exili londinenc, va conèixer molts artistes com Ysaÿe però també Edward Elgar, a casa del qual va conèixer l'escriptor Conan Doyle.
Tornant a Bèlgica a la tardor de 1918, Arthur De Greef es va convertir en el professor de piano de la princesa Maria Josep. Va ser nomenat professor superior al Conservatori Reial de Brussel·les el 31 d'agost de 1920, curs també obert a dones, mentre que el seu professor ajudant era José Sevenants; la seva classe de piano “joves” va ser confiada a Léopold Cluytens i, des de 1921, a Charles Scharrès.
El 1925, va ingressar a la Reial Acadèmia de Bèlgica com a corresponsal de la classe de Belles Arts. El 1930, va ser admès al Conservatori Reial de Brussel·les, després d'haver continuat la seva docència tres anys després del límit d'edat.
Arthur De Greef va ser membre del jurat de la segona edició del Concurs Chopin de Varsòvia l'any 1932, any en què es va establir un Premi Arthur De Greef per iniciativa seva al Conservatori Reial de Brussel·les, un premi de 5.000 francs belgues atorgats cada 5 anys, al final d'una prova especial oberta als pianistes que hagin obtingut el diploma de virtuosisme en un termini de quatre anys a la institució o en un altre conservatori belga; la primera edició va tenir lloc l'any 1933 i el premi va ser per a Suzanne Hennebert.
Va ser amb el Concert de Grieg que De Greef va acabar la seva carrera concertista, el març de 1937 al Conservatori de Brussel·les, un concert homenatge a Grieg amb motiu del 30è aniversari de la seva mort. Poc després va patir un ictus, que li va paralitzar el braç dret i li va impedir parlar amb normalitat.
Arthur De Greef va morir a la seva casa de Brussel·les el 29 d'agost de 1940. Va ser enterrat al cementiri d'Ixelles a Brussel·les; a la processó fúnebre hi estaven presents els seus alumnes José Sevenants, Emile Bosquet, Marcel Maas i Francis de Bourguignon.

## Obres
De Greef va començar a compondre als 16 anys, amb la seva òpera De Marketenster. Va continuar aquesta activitat fins als 70 anys, acabant el seu "Preludi simfònic" en fa major el 1936.
Música orquestral

- Suite italienne (1888)
- Ballade in Form von Variationen über ein flämisches Volkslied (Ik zag Cecilia komen) (Vaig veure venir Cecilia) (1889)
- Suite flamande (1890)
- Humoresque en sol mineur (1891)
- Suite en sol (Largo - Rigodon - Orientale - Springdands norvégien) (1896)

Obres concertants

- Fantaisie sur de vieilles chansons flamandes per a piano i orquestra (1892)
- Cinq chants d'amour per a soprano i orquestra (1903)
- Concerto n°. 1 per a piano i orquestra en do menor (1904), dedicat a Saint-Saëns
- Impressions d'automne per a violí, violoncel i orquestra (1913)
- À la Patrie per a veu, cor infantil i orquestra (1917)
- Scherzo per a violí i orquestra en la major (1918)
- Concertino per a piano i orquestra en sol major (1929)
- Concerto n°. 2 per a piano i orquestra en si menor (1930)

Música de cambra

- Mazurka per a violí i piano (1883)
- Quatre pièces caractéristiques per a violí i piano (vers 1883)
- Sonate n°. 1 per a violí i piano en re menor (1896; segona versió el 1932)
- Sonate n°. 2 per a violí i piano en do menor (1933)
- Lent per a violí, violoncel i piano (1934)
- Trio per a violí, violoncel i piano en fa menor (1935)

Piano

- Album espagnol per a dos pianos (1881)
- Elle dort, nocturn (1884)
- Valse-caprice, versió per a piano i per a dos pianos (1887)[6]
- Vieille chanson flamande (1906)
- Souvenirs (1910)
- Menuet varié (1913)
- Coucher de soleil (1913)
- Cinq Études de concert (1914–1918)
- Sonate per a dos pianos en do menor (1927)
- Six Nouvelles études de concert (1933)[7]

Arthur De Greef també compon nombroses melodies per a veu i piano, a textos de Charles Fuster, Louis Docquier, André Van Hasselt, Lucien Solvay però també Hugo i Musset.

## Ensenyament
Estudiants del Conservatori Reial de Brussel·les

Arthur De Greef va ensenyar piano al Conservatori reial de Brussel·les entre 1881 i 1930. Primer va treballar com a instructor, abans de ser professor des de 1885 en música clàssica, després professor des de 1887. Va acabar la seva carrera a la institució al capdavant de la classe avançada, de 1920 a 1930. Entre els seus alumnes, citem Emile Bosquet, Francis de Bourguignon, Louis Delune, André Devaere, Arnold Dolmetsch, Berthe Laventurier, a qui dedica dos dels seus sis Nous estudis de concert, Raymond Moulaert, Marcel Poot, Raymond Rôze o fins i tot José Sevenants.
Estudiants particulars

Arthur De Greef també ensenya de manera privada, sobretot a les persones següents:
Berthe Bernard (morta a Brussel·les el 10 de gener de 1968): va actuar per primera vegada en públic a Brussel·les el dia 6 de març de 1906, com a part d'un concert benèfic; el 27 de març de 1912, va tocar amb orquestra a la sala de Brussel·les de la Grande Harmonie, sota la direcció del seu professor; durant la Primera Guerra Mundial, va participar en nombrosos concerts benèfics destinats a ajudar a soldats i refugiats, com el 1915 a Brighton; el seu mestre li dedica el seu Minuet variete.
Així com, en particular: Nora Boas, Marguerite Bonheur, Palmyre Buyst, Lysette Chantraine, Suzanne Daneau, René Delporte, Madeleine Dinsart, Hélène Dinsart, Germaine François, Edith Hilton-Fagge, Alice Jones, Germaine Lievens, Marie-José de Bèlgica, Janine Reding i Glady Richard.

## Fons Arthur De Greef
El fons Arthur De Greef de la Biblioteca Reial de Bèlgica (secció de Música) es va constituir per iniciativa de la segona filla del músic, Frédérique Barbour-De Greef (1893-1987), mitjançant successives donacions i després per llegat, entre 1978 i 1995. Reuneix no només partitures impreses i manuscrites (inclosos autògrafs d'obres compostes per De Greef), correspondència (inclosa la intercanviada amb Edvard Grieg), retalls de premsa, programes de concerts, sinó també discos de 78 rpm, fotografies i objectes. Les obres d'art que s'ofereixen al pianista recollides a la col·lecció són d'artistes com Jacques Ochs, Firmin Baes o Fernand Toussaint. Esmentem també el marbre blanc "Le Baiser" de Jef Lambeaux o una joia en forma de clau de sol decorada amb brillants, oferts per Camille Saint-Saëns a De Greef en agraïment per la seva interpretació del Concert per a piano núm. en sol menor, als Concerts Lamoureux de París el 29 de novembre de 1896.
Els objectes de la col·lecció Arthur De Greef es descriuen al catàleg en línia [arxiu] de la institució sota els símbols Mus. Obj. 4 a 34, 44-45, 56, 81 a 99, 107 a 113, 171 a 202 i 220, mentre que els manuscrits tenen les referències Mus. senyora 189 a 244; pel que fa als impresos (incloses les partitures), s'agrupen sota el Mus. 2015 a Mus. 2039.

## Habitatge
Ernest Van Humbeeck li va fer arribar els plànols d'una casa burgesa d'estil eclèctic tenyit d'Art Nouveau, construïda el 1899 a Saint-Gilles, Chaussée de Charleroi 226.

## Homenatge
- La sala de música de la Biblioteca Reial de Bèlgica a Brussel·les porta el seu nom, Auditori Arthur De Greef.

## Condecoracions
- Insígnia Comandant de l'Orde de Leopold el juliol de 1926.
- Comandant de la Legió d'Honor l'any 1934. Va rebre aquesta distinció de mans de Paul Claudel.

## Discografia
- Concerts núms. 1 i 2 per a piano i orquestra: André De Groote (piano) i Orquestra Simfònica de Moscou (en), Frédéric Devreese (director). 1 CD MARCO POLO 1996.